# Dipartimento di Conhelo
Conhelo è un dipartimento argentino, situato nella parte centro-nord della provincia di La Pampa, con capoluogo Eduardo Castex.
Esso confina a nord con i dipartimenti di Rancul e Trenel, ad est con quelli di Maracó e Quemú Quemú, a sud con i dipartimenti di Capital e Toay, e ad ovest con quello di Loventué e con la provincia di San Luis.
Secondo il censimento del 2001, su un territorio di 5.052 km², la popolazione ammontava a 14.591 abitanti, con un aumento demografico del 3,70% rispetto al censimento del 1991.
Il dipartimento comprende per intero il comune di Conhelo; parte dei comuni di Eduardo Castex, Mauricio Mayer, Monte Nievas e Winifreda (incluse la città sedi municipali); e parte dei comuni di Colonia Barón, La Maruja, Luan Toro, Metileo e Villa Mirasol, la cui sedi municipali però si trovano in un altro dipartimento. Inoltre fa interamente parte del dipartimento anche la comisión de fomento di Rucanelo.